# Signe Krantz
Signe Krantz, född den 9 februari 1994, är en svensk statsvetare och ordförande för Transammans. Krantz valdes till ordförande för Transammans 2023. Bland annat har Krantz skrivit för Aftonbladet och Dagens ETC. 2024 invigningstalade hon under Stockholm Pride.

## Priser och utmärkelser
- 2024 - Årets keep up the good work, QX-galan.[6]